# Obras de misericórdia

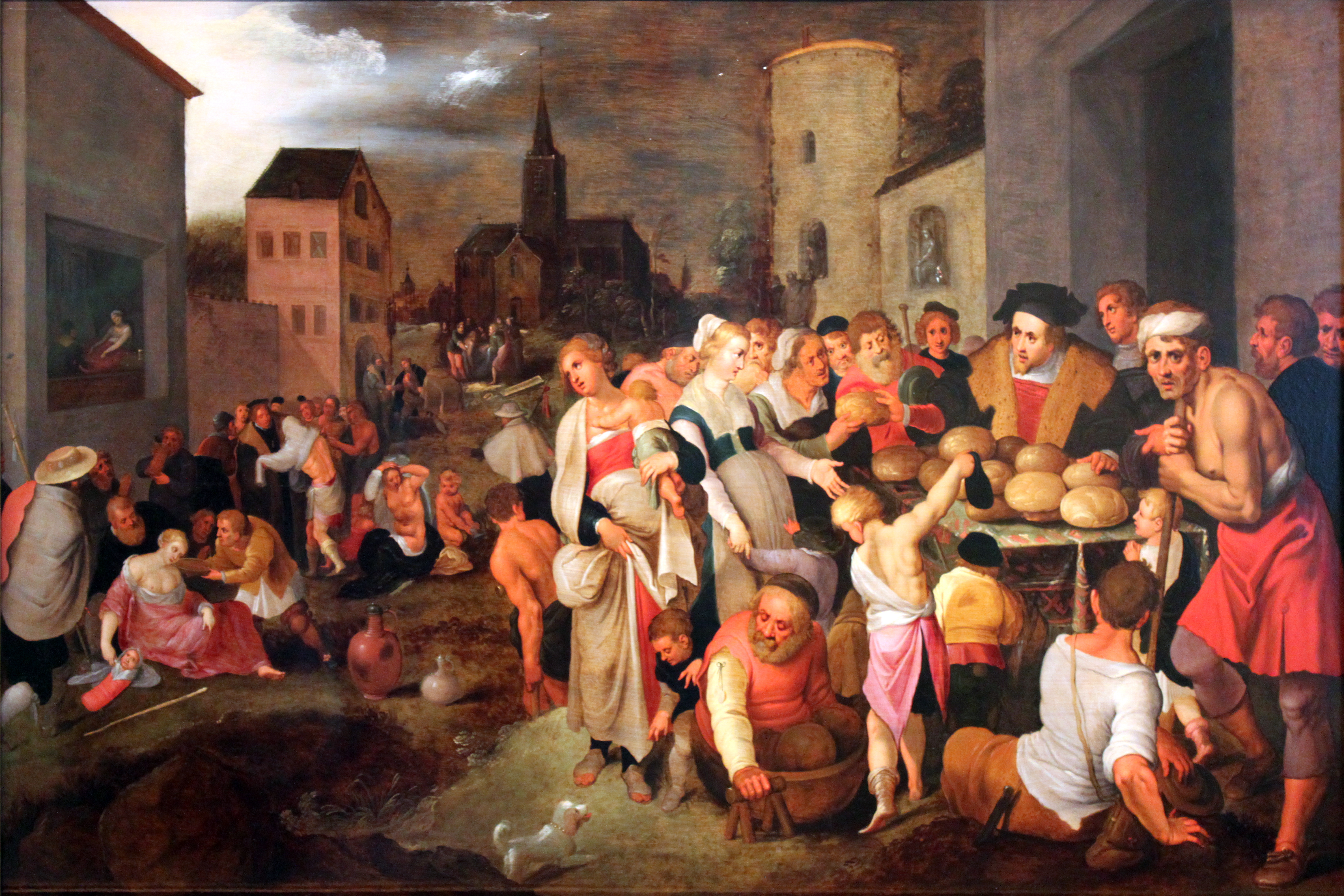
"As sete obras de misericórdia", 1605, pintura de Frans Francken, o Jovem no Museu Histórico Alemão

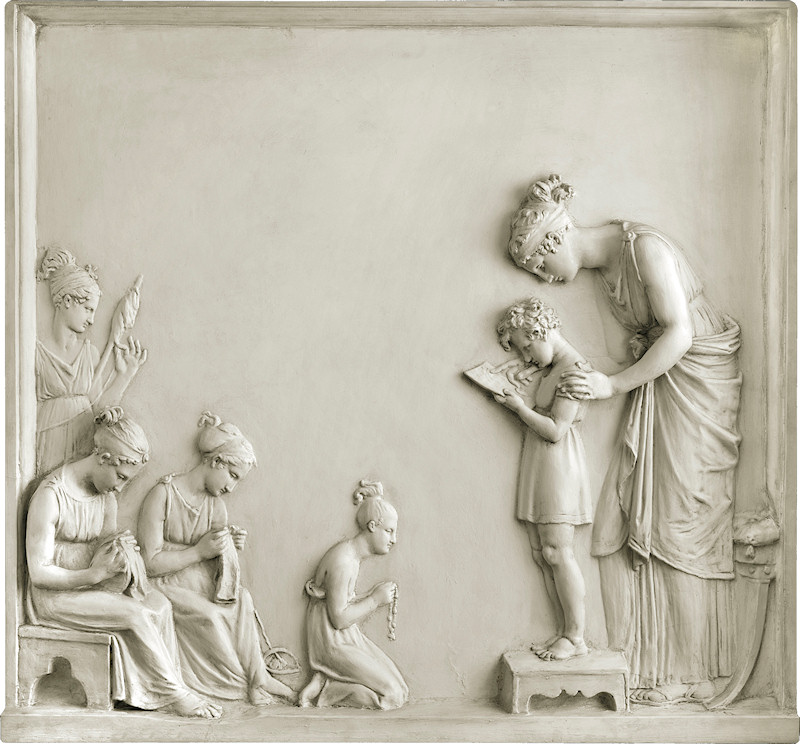
Ensinando os Ignorantes, Antonio Canova

As obras de misericórdia, também chamadas de atos de misericórdia, são ações e práticas que o Cristianismo, em geral, espera que todos os cristãos executem. A prática é comumente atribuída pela Igreja Católica como um ato tanto de penitência quanto de caridade. Adicionalmente, ensina que as obras de misericórdia são um dos meios de receber a Graça Divina, causa da santificação. Diferentes comunidades protestantes, como os metodistas, concordam com essas afirmações.
As obras de misericórdia, tal surgiram, nomeadamente no início do século XVI na fundação da Santa Casa da Misericórdia de Lisboa como seu principal compromisso, são tradicionalmente divididas em duas categorias, com sete elementos cada: as obras de misericórdia corporais, dizem respeito às necessidades materiais do outro e as obras de misericórdia espirituais que dizem respeito às necessidades espirituais.

## Base bíblica
Estas ações expressam misericórdia, e são, portanto, deverão ser realizadas por cristãos a medida que possível, de acordo com a beatificação, "Bem-aventurados os misericordiosos, porque eles alcançarão misericórdia." (Mateus 5:7). Eles também são obrigados por uma questão de obediência ao segundo dos dois grandes mandamentos: "(...)Amarás ao teu próximo como a ti mesmo." (Mateus 22:39).
Em Mateus 25:34-46, Jesus insiste na necessidade de observar as seis primeiras obras de misericórdia corporais:

34. Então dirá o Rei aos que estiverem à sua direita: Vinde, benditos de meu Pai, possuí como herança o reino que vos está destinado desde a fundação do mundo.

35. Pois tive fome, e destes-me de comer; tive sede, e destes-me de beber; era forasteiro, e recolhestes-me;

36. estava nu, e vestistes-me; enfermo, e visitastes-me; preso, e viestes ver-me.

37. Então perguntarão os justos: Senhor, quando te vimos faminto, e te demos de comer; ou com sede, e te demos de beber?

38. Quando te vimos forasteiro, e te recolhemos; ou nu, e te vestimos?

39. Quando te vimos enfermo, ou preso, e fomos visitar-te?

40. O Rei responderá: Em verdade vos digo que quantas vezes o fizestes a um destes meus irmãos mais pequeninos, a mim o fizestes.

41. Dirá também aos que estiverem à sua esquerda: Apartai-vos de mim, malditos, para o fogo eterno, destinado ao Diabo e seus anjos.

42. Pois tive fome, e não me destes de comer; tive sede e não me destes de beber;

43. era forasteiro, e não me recolhestes; estava nu, e não me vestistes; enfermo e preso, e não me visitastes.

44. Também eles perguntarão: Senhor, quando te vimos faminto, com sede, forasteiro, nu, enfermo, ou preso, e não te servimos?

45. Então lhes responderá: Em verdade vos digo que quantas vezes o deixastes de fazer a um destes mais pequeninos, a mim o deixastes de fazer.

46. Irão estes para o suplício eterno, porém os justos para a vida eterna.

## Catolicismo

### As sete obras de misericórdia corporais
As obras de misericórdia corporais são aquelas que tendem às necessidades corporais do outro. Em Mateus 25:34-40, no Ovelhas e Bodes, seis obras específicas são enumeradas, embora esta não seja uma lista precisa. A última obra de misericórdia, sepultar os mortos, vem do Livro de Tobias.
1. alimentar os famintos
2. dar de beber aos quem têm sede
3. vestir os despidos
4. abrigar os sem abrigo[6]
5. visitar os doentes
6. visitar os cativos
7. sepultar os mortos

### As sete obras de misericórdia espirituais
Assim como as obras de misericórdia corporais são direcionadas para aliviar o sofrimento corporal, o objetivo mais importante das obras espirituais é aliviar o sofrimento espiritual. São tradicionalmente enumeradas da seguinte forma:
1. instruir os ignorantes
2. aconselhar os duvidosos
3. advertir os pecadores
4. suportar os erros pacientemente
5. perdoar as ofensas de bom grado
6. confortar os aflitos
7. rezar para os vivos e para os mortos